# Ocrepeira valderramai
Ocrepeira valderramai là một loài nhện trong họ Araneidae.
Loài này thuộc chi Ocrepeira. Ocrepeira valderramai được Herbert Walter Levi miêu tả năm 1993.